# Doxocopa godmani
Doxocopa godmani är en fjärilsart som beskrevs av Dannatt 1904. Doxocopa godmani ingår i släktet Doxocopa och familjen praktfjärilar. Inga underarter finns listade i Catalogue of Life.